# Chloe x Halle
Chloe x Halle is een Amerikaans r&b-duo bestaande uit de zussen Chloe en Halle Bailey. De zussen begonnen hun carrière met kleine acteerrollen in de films The Fighting Temptations (2003) en Let It Shine (2012). De zussen begonnen later covers op YouTube te plaatsen, waaronder een cover van het nummer "Pretty Hurts" van Beyoncé. Beyoncé ontdekte de video en bood de zussen een contract aan bij haar label, Parkwood Entertainment. Kort daarna brachten ze hun eerste ep, Sugar Symphony (2016), uit. Het jaar daarop brachten ze hun mixtape uit, The Two of Us (2017). 
Het duo kreeg meer bekendheid na het uitbrengen van hun debuutalbum The Kids Are Alright, (2018), waarvoor ze twee Grammy Award-nominaties verdienden: voor Best New Artist en Best Urban Contemporary Album. 
In 2020 brachten Chloe en Halle hun tweede studioalbum Ungodly Hour uit.

## Jeugd
Chloe Elizabeth Bailey en Halle Lynn Bailey zijn geboren in Atlanta op respectievelijk 1 juli 1998 en 27 maart 2000. Ze zijn opgegroeid in Los Angeles. De Bailey-zusters traden voor het eerst op als Chloe x Halle toen zij covers van popsongs op YouTube begonnen te plaatsen. Zij waren 13 en 11 jaar oud toen zij hun eerste video plaatsten, een cover van het nummer "Best Thing I Never Had" van Beyoncé. Hun vertolking van Beyoncés nummer "Pretty Hurts" ging viraal en trok de aandacht van de zangeres zelf. In 2015 kreeg het zusterduo een contract aangeboden bij haar managementbedrijf, Parkwood Entertainment.

## Muziekcarrière
De debuut-ep van Chloe x Halle, Sugar Symphony, werd uitgebracht op 29 april 2016. De nummers "Drop" en "Fall" van deze ep werden uitgebracht als singles. In 2016 waren de zussen te zien in de film die Beyoncés album Lemonade vergezelde. Ze waren Beyoncés openingsact voor de Europese etappe van The Formation World Tour.
In het voorjaar van 2017 bracht Chloe x Halle hun veelgeprezen project The Two of Us uit, met nieuwe muziek die voornamelijk door de zussen zelf was geschreven en geproduceerd. De mixtape aan het eind van 2017 op de lijst van beste r&b-albums van Rolling Stone.
In december 2017 bracht Chloe x Halle het themalied uit voor de tv-serie Grown-ish, getiteld "Grown". Aanvankelijk waren ze gevraagd om terugkerende rollen in de serie te vervullen, maar uiteindelijk werden ze aan de vaste cast toegevoegd. Hun lied "The Kids Are Alright" was te horen in de eerste aflevering van de serie.
Op 23 maart 2018 bracht het duo hun debuutalbum uit, The Kids Are Alright. Het album en Chloe x Halle werden genomineerd voor twee Grammy Awards, respectievelijk "Best Urban Contemporary Album" en "Best New Artist".
Op 31 mei 2018 werd aangekondigd dat Chloe x Halle, samen met DJ Khaled, de openingsact zouden verzorgen voor de optredens van Beyoncé en Jay-Z tijdens de On the Run II Tour in de Verenigde Staten.
Op 17 april 2020 brachten Chloe x Halle en Swae Lee "Catch Up" uit, een samenwerking met Mike Will Made It. Op 14 mei 2020 bracht het duo de single "Do It" uit. Op 12 juni 2020 brachten zij hun tweede album, Ungodly Hour, uit. De volgende dag werd "Forgive Me" aangekondigd als de derde single van dit album.
Chloe x Halle schrijven en arrangeren al hun liedjes in hun eigen home studio. Naast dat zij beiden zingen, speelt Chloe piano en Halle gitaar. Chloe produceert een groot deel van de nummers, en Halle blinkt uit in het verzinnen van originele en pakkende melodieën. Halle houdt van jazzmuziek en luistert al sinds haar vijfde naar Billie Holiday. Ze noemt de zangeres één van haar grootste inspiratiebronnen, vooral vanwege haar manier van zingen. Chloe is geïnspireerd door alternatieve artiesten zoals Grimes en Björk en houdt van r&b-muziek. Het duo beschouwt hun sound als een combinatie van hun muzieksmaken. De zussen maken graag muziek met interessante geluiden en nuances.

## Andere werken
In juli 2019 kondigde Disney aan dat Halle Bailey was gecast als prinses Ariel in de aanstaande live-actie versie van The Little Mermaid, geregisseerd door Rob Marshall. De film is in mei 2023 verschenen. Halle's casting veroorzaakte een kleine controverse op sociale media, waar door mensen beweerd werd dat het personage van Ariel, een fictieve zeemeermin, niet zwart kon zijn. De reacties op de keuze om Bailey te casten voor de rol waren echter overwegend positief. 

## Discografie

### Studioalbums
- The Kids Are Alright (2018)
- Ungodly Hour (2020)

## Tournees
Openingsact
- Beyoncé - The Formation World Tour (2016)
- Andra Day - Cheers to the Fall Tour (2016)
- Jay-Z en Beyoncé - On the Run II Tour (2018)

## Filmografie

### Film
| Jaar | Titel                    | Chloe       | Halle     | Opmerkingen |
| ---- | ------------------------ | ----------- | --------- | ----------- |
| 2003 | The Fighting Temptations | Jonge Lilly | -         |             |
| 2006 | Last Holiday             | Anna        | Tina      |             |
| 2008 | Meet the Browns          | Tosha       | -         |             |
| 2009 | Gospel Hill              | Anna        | -         |             |
| 2012 | Let It Shine             | Koorleden   | Koorleden |             |
| 2012 | Joyful Noise             | Koorleden   | Koorleden |             |

### Televisie
| Jaar       | Titel                                  | Chloe   | Halle   | Opmerkingen     |
| ---------- | -------------------------------------- | ------- | ------- | --------------- |
| 2007       | House of Payne                         | -       | Tiffany | Eén aflevering  |
| 2013       | Austin & Ally                          | Henzelf | Henzelf | Eén aflevering  |
| 2016       | Lemonade                               | Henzelf | Henzelf |                 |
| 2018-heden | Grown-ish                              | Jazlyn  | Skylar  | 34 afleveringen |
| 2020       | The Disney Family Singalong: Volume II | Henzelf | Henzelf |                 |